# Organització Nacional Democràtica Turcman Iraquiana
L'Organització Nacional Democràtica Turcmana Iraquiana ("Irak Milli Demokratik Türkmen Örgütü") és una organització política dels turcmans de l'Iraq fundada el 1981 en resposta a les execucions de diversos turcmans el novembre de 1980. Fou la primera gran organització unitària dels turcmans. Formà part del Front Nacional Democràtic creat per l'oposició iraquiana. Va establir la seva primera base militar a Sinat, al nord de l'Iraq el mateix 1981, i una segona a la regió de Navzang el 1982. El 1983 en una reunió de les organitzacions opositores iraquianes, els drets dels turcmans foren reconeguts. El 1985 el canvi de conjuntura política va fer que l'Organització Nacional Democràtica Turcman Iraquiana es dissolgués. Fou en part origen del Partit Nacional dels Turcmans Iraquians el 1988.